# Agnieszka Sabor
Agnieszka Sabor (ur. 1970 w Krakowie) – polska dziennikarka, historyk i krytyk sztuki, absolwentka historii sztuki na Uniwersytecie Ludwika i Maksymiliana w Monachium oraz filologii polskiej na Uniwersytecie Jagiellońskim.

## Twórczość
Publikowała artykuły w pismach Znak, Rzeczpospolita, była korespondentką miesięcznika Connaissance des arts. Współpracuje z Centrum Kultury Żydowskiej w Krakowie, redaguje dział kulturalny w Tygodniku Powszechnym.
Jest autorką książki Sztetl. Śladami żydowskich miasteczek (Kraków 2005). ISBN 83-89129-14-0
Jej wspomnienie o Marku Eminowiczu znalazło się w wydanej w 2009 roku książce Lubię swoje wady. Marek Eminowicz w opowieściach na siedemdziesięciopięciolecie.